# Hansel e Gretel (film 2007)
Hansel e Gretel è un film del 2007 diretto da Yim Pil-sung.

## Trama
Un giovane uomo si perde nel bosco, dove trova una bella casa dove vive una famiglia con tre bambini adorabili. Con un camino bello caldo e tanto cibo da mangiare, il posto sembra troppo perfetto per essere vero e quasi impossibile uscirne.